# Сосновский сельский совет (Конотопский район)
Сосновский сельский совет (укр. Соснівська сільська рада) — входит в состав
Конотопского района
Сумской области
Украины.
Административный центр сельского совета находится в 
с. Сосновка
.

## Населённые пункты совета
- с. Сосновка
- с. Вольное
- пос. Шевченковское